# Susanna Rafart
Susanna Rafart i Corominas (Ripoll, 1962) es una poeta española y autora de prosa de ficción y de ensayo. Se licenció en Filología Hispánica (1985) y Filología catalana (1992) por la Universidad Autónoma de Barcelona y trabaja como profesora agregada de Lengua y Literatura Españolas en escuelas de Secundaria. Actualmente se dedica a la crítica literaria en varias publicaciones, tarea que compagina con la organización de proyectos culturales. Colabora regularmente con varios medios de comunicación, como por ejemplo el diario Avui, la revista Caràcters y varias cadenas radiofónicas.
Entre sus libros de poesía hay que destacar Pou de glaç (2002), ganador del Premio Carles Riba 2001, Retrat en blanc (2004) y Baies (2005). Su obra poética ha sido incluida en varias antologías y traducida en diferentes idiomas. Esta faceta poética se completa con traducciones de las obras de Yves Bonnefoy, Dino Campana y Salvatore Quasimodo.
La autora también ha publicado obras de ficción, entre otras La inundació (2003), Les tombes blanques (2008) y Un cor grec (2006). Además, ha publicado varios libros para niños.
Su obra ha sido galardonada con diferentes premios, entre otros el premio Cavall Verd (que otorga la Asociación de Escritores en Lengua Catalana) en las categorías de traducción y poesía, y el premio de la Crítica Serra d'Or.
La voz poética de Susanna Rafart está hecha de «palabras elegantes y delicadas, muy escogidas y cortadas con precisión para que ocupen su lugar dentro del verso como las teselas de un mosaico. […] sin ninguna disonancia ni toque de trompetas, sin vulgaridad ni prontos, todo está dicho con la sutileza y la ternura de la mano que mima un gato».

## Premios
- 1979 Premio Extraordinari de Poesia de les Valls d'Andorra
- 1995 Senyoriu d'Ausiàs March
- 1999 Ciutat de Palma
- 2001 Carles Riba
- 2006 Premio Cavall Verd de traducció poètica per Obra poètica de Salvatore Quasimodo
- 2004 Premio Crítica Serra d'Or
- 2008 Premio Qwerty BTV
- 2010 Premio Rovira i Virgili
- 2012 Premio Cadaqués a Rosa Leveroni

## Obra

### Poesía
- 1996 Olis sobre paper
- 1997 A cor què vols
- 1999 Reflexió de la llum
- 2000 Jardins d'amor advers
- 2002 Pou de glaç
- 2004 Retrat en blanc
- 2005 Baies
- 2010 L'ocell a la cendra
- 2011 La mà interior
- 2013 La llum constant'
- 2015 En el teu nom
- 2019 Beatriu o la frontera

### Prosa

#### Cuentos infantiles
- 1993 Els gira-sols blau
- 1995 El pirata 101

#### Compilaciones de cuentos
- 2000 La pols de l'argument
- 2003 La inundació
- 2008 Les tombes blanques

#### Dietarios y ensayos
- 2006 Un cor grec
- 2011 Gaspara i jo
- 2012 Els xiprers tentaculars. El paisatge en l'obra de Maria Àngels Anglada
- 2017 Dies d’agost. Notes i dies de terres properes

### Traducciones
- 2006 Principi i fi de la neu (Trucs i baldufes) , Yves Bonnefoy
- 2007 Aforismes, Leonardo Da Vinci
- 2007  Cants órfics, Dino Campana
- 2007 Obra poètica, Salvatore Quasimodo (con Eduard Escoffet)

### Traducciones de su obra
- 2005 Πоеэия (al búlgaro)
- 2005 Molino en llamas (al español)
- 2005 Pozzo di neve (al italiano)
- 2006 Moulin en flames (al francés)

### Otros
- 1999 Diccionari de la rima